# Ommatius maculosus
Ommatius maculosus là một loài ruồi trong họ Asilidae. Ommatius maculosus được Scarbrough miêu tả năm 2003. Loài này phân bố ở vùng Tân nhiệt đới.